# 蒂卡科區

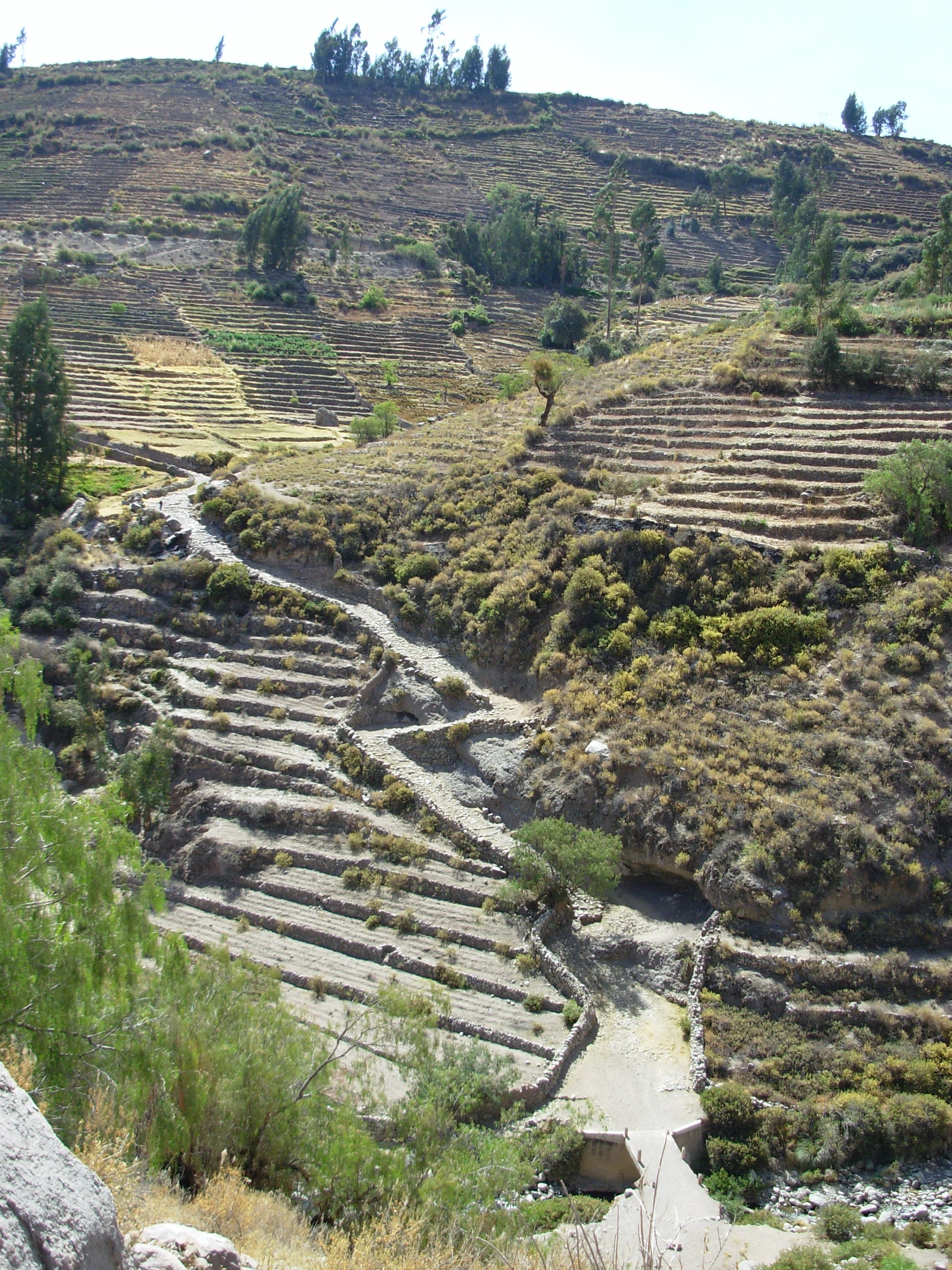

17°26′40″S 70°02′52″W / 17.4445°S 70.0477°W
蒂卡科區（西班牙語：Distrito de Ticaco），是秘魯的一個區，位於該國南部塔克納大區的塔拉塔省，始建於1874年11月12日，面積347.1平方公里，海拔高度3,277米，2005年人口731，人口密度每平方公里2.1人。